# Інуяшики (фільм)
Інуяшікі (いぬやしき) — японський фільм про супергероїв 2018 року, заснований на однойменній серії манґи, яку написав та проілюстрував Хіроя Оку . Прем’єра фільму відбулася у квітні 2018 року, і це перший із запланованої трилогії «Чудолюдина». Режисером Інуяшики є Шінсуке Сато, а головні ролі виконали Норітаке Кінаші, Такеру Сато, Фумі Нікайдо та Каната Хонго . 

## Сюжет
Ічіро Інуясікі виявляється не в змозі захистити свою сім’ю та стикається з різними проблемами вдома та на роботі. У нього немає друзів, до нього погано ставляться дружина та родина. На вулиці він зустрічає маленького песика, який несподівано приводить його до парку, де його випадково вбиває інопланетна сила, яка аварійно приземлилася. Щоб вибачитися за його випадкове вбивство, інопланетна сила удосконалює його, перетворюючи його тіло на надзвичайно складну машину, яка надає йому сили супергерояю. Він також виявляє, що має силу зцілювати хвороби, якими він користується, щоб вилікувати деяких людей, у тому числі смертельно хворих.
Однак у той же час школяр-підліток на ім’я Хіро Шишігамі також успадкував повноваження через те, що перебував у зоні зіткнення, і його також було реконструйовано з такими ж здібностями, як Ічіро. Спочатку він вбиває невинну родину, а також намагається вбити Ічіро, але вдається лише тимчасово вивести його з ладу. Ічіро зустрічає молодого друга, Андо Наоюкі, який знає про здібності Хіро та бачить, як вони діють. Він допомагає Ічіро зрозуміти свої сили та відточити їх. Незважаючи на це, Ічіро все ще дуже новачок у своїх здібностях.
Поки Хіро все ще обдумував, як використовувати свої сили, на нього нападають поліцейські та він вбиває кількох із них. Після вбивства Шиона Ватанабе, його дівчини та єдиної людини, яка залишилася поруч з ним, Хіро божеволіє від люті, випадково нападаючи на людей у Японії, доки Ічіро не вступає в бій і не перемагає його. Хіро після бою є  важко пораненим і, як вважають, мертвим. Він знову з’являється в будинку Андо, чекаючи в його кімнаті. Андо визнає, що боїться Хіро, але також і те, що він все ще його друг і щасливий, що він досі живий. Збентежений його емоційною демонстрацією, Андо відвертається, щоб показати Хіро гру на своєму комп’ютері, і Хіро мовчки злітає з балкона кімнати, поки його друг повертається спиною.

## Акторський склад
- Норітаке Кінаші в ролі Ічіро Інуясікі (犬屋敷 壱郎 Inuyashiki Ichirō) [1]
- Такеру Сато в ролі Хіро Шисігамі (獅子神 皓 Shishigami Hiro) [1]
- Каната Гонго — Наоюкі Андо (安堂 直行 Andō Naoyuki) [1]
- Аяка Мійоші — Марі Інуяшікі (犬屋敷 麻理 Inuyashiki Mari) [1]
- Фумі Нікайдо — Шион Ватанабе (渡辺 しおん Watanabe Shion) [1]
- Юкі Сайто — Юко Шісігамі
- Юсуке Ісея [1]
- Марі Хамада [1]

## Реліз
Прем'єра фільму в японських кінотеатрах відбулася 20 квітня 2018 року.  Він також був показаний у Сінгапурі 24 травня та в Малайзії 12 липня 2018 року.  

### Касові збори
У перші вихідні фільм посів 5 місце в касових зборах. Він продав 91 000 квитків і заробив 124 мільйони єн (близько 1,14 мільйона доларів США).  Станом на 6 травня фільм заробив 605 686 900 єн (близько 5,63 мільйонів доларів США). 

### Рецензія критиків
Inuyashiki має 100% оцінку Rotten Tomatoes, виходячи з рецензій  5 критиків.  Меггі Лі з Variety похвалила фільм і описала його так: «Хоча екшн і візуальні ефекти не можна порівняти з голлівудськими фільмами про супергероїв, фільм непоганий за місцевими стандартами. Тим часом, у країні з найбільшим у світі населенням похилого віку антиейджистська спрямованість бойовика — демонстрація того, як недооцінені люди похилого віку надирають дупи — виявляється несподівано захоплюючою». 
Манфред Зельцер з Asian Movie Web також похвалив це та поставив йому 6 з 8, і описує це так: «Зрештою, відбудеться велике протистояння, і воно справді набагато видовищніше, ніж ми очікували. Хоча на початку ми вже були вражені спецефектами, ближче до кінця вони стають набагато ефектнішими, навіть якщо ви не можете очікувати рівня фільму Marvel. У той же час фільм не просто злетів , як більшість голлівудських постановок, натомість він тримався емоційної основи історії. Ближче до кінця фокус також повертається до батька сім’ї, і ми отримуємо хороший фільм». 

### Подяки
Інуяшікі отримав нагороду Excellence Award у категорії «Театральний фільм у прямому ефірі» та був номінований на категорію «Найкраща нагорода» на VFX-Japan Awards 2019.   Фільм також отримав нагороду «Золотий ворон», гран-прі Міжнародного конкурсу 36-го Брюссельського міжнародного фестивалю фантастичних фільмів . 

## Зовнішні посилання
- Official website (in Japanese)
- いぬやしき на сайті Rotten Tomatoes (англ.)
- Інуяшики на сайті IMDb (англ.)